# L'Homme à femmes (film, 1944)
Pour les articles homonymes, voir L'Homme à femmes.
Pour plus de détails, voir Fiche technique et Distribution.
L'Homme à femmes (titre original : Sorelle Materassi) est un film italien réalisé par Ferdinando Maria Poggioli, sorti en 1944.

## Synopsis
Settignano, une petite vile sur les collines de Florence - Teresa et Carolina sont deux sœurs célibataires aux doigts de fée. Couturières et brodeuses, elles sont si renommées que le pape les a même invitées à Rome. Avec elles dans la maison vivent Niobe, une fidèle domestique, et la cynique Giselda, la troisième sœur, celle-là est la seule à avoir été mariée mais à présent son mari l’a abandonnée.
La quiétude de la maison se voit perturbée par l’arrivée de Remo, leur neveu, un garçon beau et paresseux qui dépense sans compter, fréquente les meilleurs restaurants et vit entouré de femmes, jeunes et moins jeunes, que son charme attire. Pour mener sa vie débauchée, il se fait prêter également de fortes sommes qu’il faudra bien que quelqu’un rembourse tôt ou tard. Vaincues par son charme de voyou ses tantes règlent ses dettes, se réduisant même, bien que découragées, à signer des lettres de change.
Laurina, une ouvrière, tombe enceinte des œuvres de Remo, mais on lui trouve rapidement un mari, car les tantes ne considèrent pas qu’elle « convienne » à leur neveu.
Entretemps, Remo a trouvé du travail dans une prestigieuse concession de voitures de luxe, où son charme lui permet de vendre facilement des voitures à des dames de milieu aisé. C’est ainsi qu’apparaît sur la scène Peggy, une héritière belle et gâtée, arrivée en vacances d’Argentine. Fascinée par ce séduisant jeune homme, elle achète une limousine de luxe, mais elle insiste pour qu’il l’emmène dans la voiture qu’elle vient d’acheter à la concession. Remo est contrarié, voire irrité par cette exigence : il ne veut pas accepter de servir de chauffeur à cette jeune capricieuse, mais le propriétaire de la concession l’oblige à obéir, craignant de voir lui échapper une si grosse vente. Pendant le voyage, la jeune fille, tombée amoureuse de Remo, trouve une ruse pour passer la nuit avec lui dans un hôtel. Remo, qui finit par tomber sous le charme, consent à la demander en mariage.
La nouvelle est accueillie avec découragement et abattement à la maison, où les trois tantes - même Giselda qui ne veut pas se l’avouer – ainsi que la bonne sont secrètement amoureuses du jeune homme.
La grande scène du film est le moment où les deux tantes célibataires, vêtues de blanc, entrent avec leur neveu à l’église entourées par une foule en délire.
Au milieu des larmes et des cris, les jeunes mariés partent pour l’Amérique tandis que la tristesse revient à la maison, où les tantes renouent avec la monotonie de leur vie et leur travail de toujours.

## Fiche technique
- Titre du film : L'Homme à femmes
- Titre original : Sorelle Materassi
- Réalisation : Ferdinando Maria Poggioli
- Scénario : Bernard Zimmer d'après le roman d'Aldo Palazzeschi
- Photographie : Arturo Gallea - Noir et blanc
- Musique : Enzo Masetti
- Production : Sandro Ghenzi pour Universal-Cines
- Pays d'origine :  Royaume d'Italie
- Durée : 72 minutes
- Dates de sortie : 
  - Royaume d'Italie (1861-1946) : 19 décembre 1944

## Distribution
- Emma Gramatica : Carolina Materassi
- Irma Gramatica : Teresa Materassi
- Massimo Serato : le petit-fils Remo
- Clara Calamai : Peggy
- Olga Solbelli : Giselda Materassi
- Paola Borboni : la princesse russe
- Loris Gizzi : le prêtre
- Carlo Giustini
- Dina Romano